# Tomisław Rozwadowski-Jordan
Tomisław Rozwadowski-Jordan (18. září 1841 – 17. října 1920) byl rakouský důstojník a politik polské národnosti z Haliče, na konci 19. století poslanec Říšské rady.

## Biografie
Zapojil se do polského lednového povstání v roce 1863. Byl rakouským důstojníkem.
Od roku 1882 do roku 1895 zasedal jako poslanec Haličského zemského sněmu.
Byl i poslancem Říšské rady (celostátního parlamentu Předlitavska), kam usedl doplňovacích volbách roku 1889 za kurii velkostatkářskou v Haliči. Nastoupil 11. března 1889. Mandát zde obhájil ve volbách roku 1891. Slib složil 13. dubna 1891, rezignace byla oznámena na schůzi 16. října 1894. Do parlamentu pak místo něj nastoupil Józef Milewski. Ve volebním období 1885–1891 se uvádí jako rytíř Tomislav Rozwadowski (Jordan), statkář, bytem Honiatyn.
Na Říšské radě je v roce 1889 uváděn coby člen Polského klubu. Coby kandidát Polského klubu je uváděn i po volbách roku 1891.
Jeho synem byl rakousko-uherský a pak polský generál Tadeusz Rozwadowski. Další syn Wiktor Rozwadowski byl důstojníkem polské armády.